# Resistograf

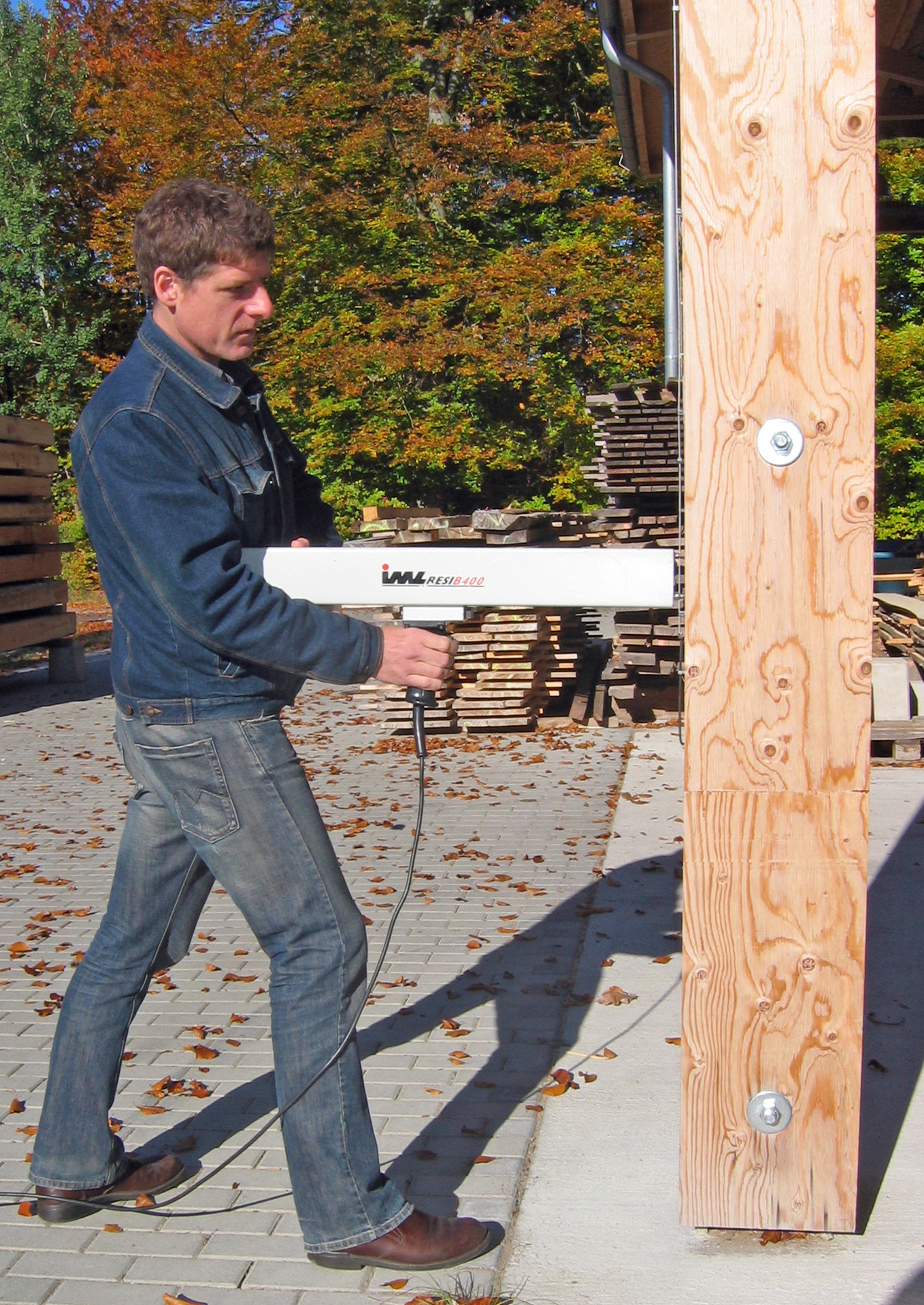

Resistograf är ett testinstrument som mäter motståndet som uppstår under borrning, och avger detaljerad information om trädstammar, rötter och timmers insida. Instrumentet uppfanns 1993 av Frank Rinn.
En resistograf används för att undersöka ett träd för att avslöja till exempel röta, sprickor och ihåligheter. Man kan också kontrollera årsringarna samt trädets struktur och tillväxt.  Resistografen arbetar snabbt och orsakar minimal skada på trädet.